# Пірникозові
Пірникозові, або норцеві (Podicipedidae) — родина водоплавних птахів, єдина в ряді пірникозоподібних (Podicipediformes). За системою Міжнародної спілки орнітологів, охоплює 23 види, з яких 3 вимерли. Найпоширенішим видом у Європі є велика пірникоза, або чомга.

## Опис
Пірникозові — родина водоплавних птахів, які здатні пірнати. Хоча звичайні любителі природи інколи помилково сприймають їх за качок, вони зовсім на них не схожі. Крім інакшого зовнішнього вигляду, вони також завжди набагато глибше занурені у воду; це пояснюється низькою пустотністю скелета, тобто кістки пірникози не такі порожнисті і наповнені повітрям, як у багатьох інших птахів.
Потужні ноги розташовані далеко позаду тулуба. Вони забезпечують рух під час плавання та пірнання а також слугують кермом (навіть у польоті). Пальці на ногах не перетинчасті, як у багатьох інших водоплавних птахів, а мають широкі плавальні пружні напівпрозорі щитки, тож можна розгледіти кістку посередині. Якщо ногу витягнути вперед у воді, вони згортаються разом так, що опору майже немає. У разі повернення, вони розкриваються і штовхають тулуб вперед водою. Три пальці на нозі спрямовані вперед, ще один назад (анізодактилія).
Щоби зануритися, птахи роблять потужний ривок вперед, іноді вистрибують з води всім тілом, перш ніж пірнати головою та шиєю вниз. Цей стрибок дозволяє птахам пірнати під більш крутим кутом і досягати значнішої глибини. Під час занурення крила залишаються складеними отже не використовуються для руху, як, наприклад, у пінгвінів. Здебільшого, занурення триває від 5 до 40 секунд, причому дрібніші види залишаються під водою в середньому менше часу, ніж великі. Зазвичай пірникоза може залишатися під водою близько хвилини, а пірникоза червоношия – якнайбільше три хвилини. Глибина занурення переважно становить від 1 до 4 м; проте пірникоза велика була знайдена заплутаною в рибальській сіті на глибині 30 м. Пірникози можуть долати великі відстані під водою в горизонтальному напрямку.

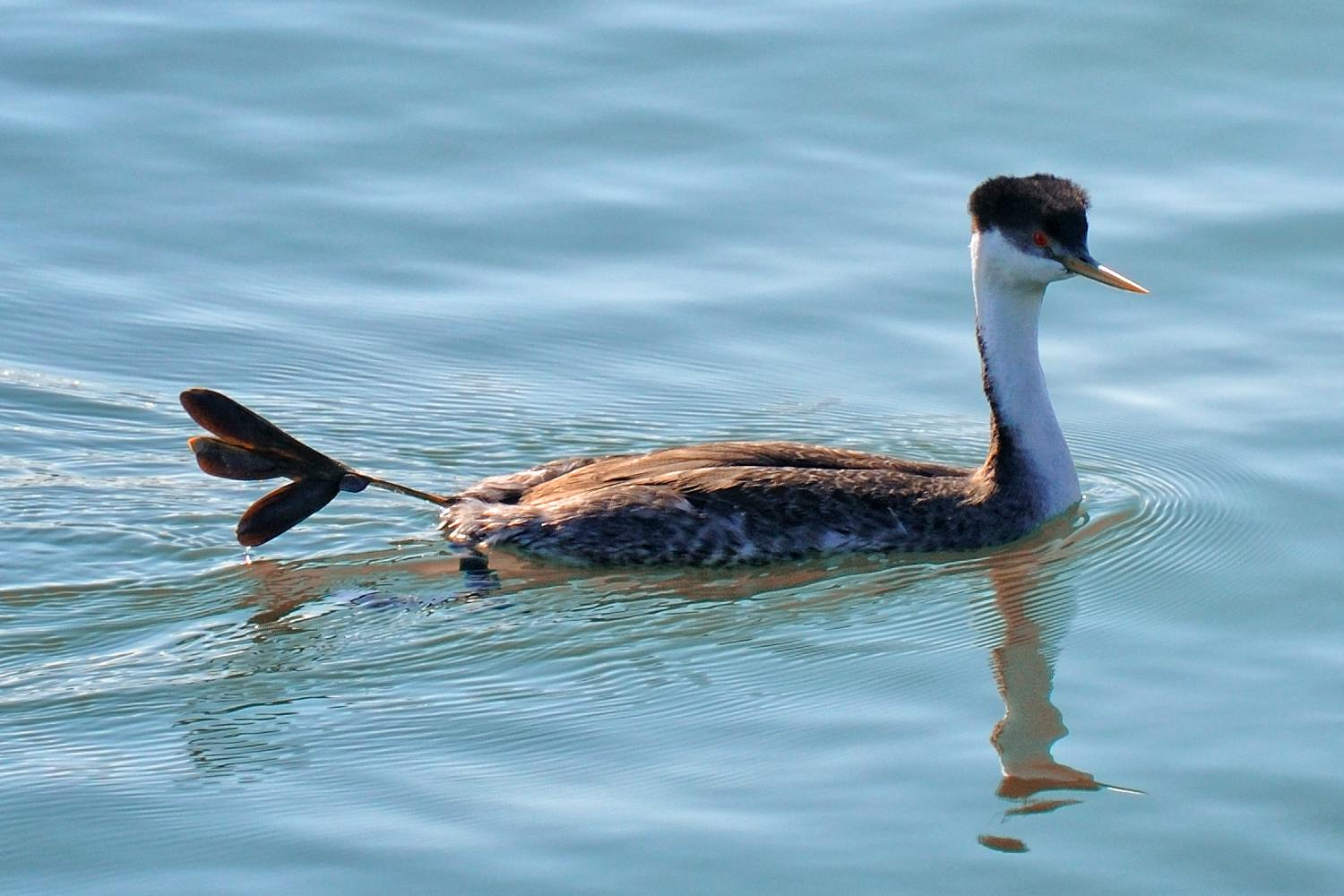
Пірникоза західна (Aechmophorus occidentalis) – чітко впізнається трипала нога, і те що вона розташована далеко позаду

Тоді як задні ноги є чудовим пристосуванням для водного життя, вони переважно марні для наземного пересування. Здебільшого, пірникози залишають воду лише для відпочинку або біля гнізда. Літати пірникозам також відносно важко: щоби підняти доволі важке тіло в повітря, пірникоза пробігає велику відстань по поверхні води, змахуючи крилами, перш ніж злетіти. Через це, пірникози уникають небезпечних становищ, пірнаючи, а не злітаючи. Однак, опинившись у повітрі, пірникози можуть літати на великі відстані, а деякі види взагалі є перелітними. Три види не літають: пірникоза короткокрила, пірникоза гватемальська і пірникоза юнінська. Ці три види не тісно пов’язані один з одним, і кожен має сестринські види, здатні літати.
М'яке, щільне оперення водовідштовхувальне. Кожна пірникоза має понад 20 000 пір'їнок, а на грудях і череві вони настільки дрібні, що це виглядає як хутро. Більшості видів, притаманні помітні зміни в оперенні протягом року. Забарвлення у шлюбний період, часто відзначається яскравими кольорами на шиї та голові, на додаток до помітних гребенів, пучків на голові або китиць на вухах. Водночас, в одноманітному вбранні переважають сірий і коричневий кольори. Немає помітного статевого диморфізму; самці інколи мають дещо яскравіше забарвлення і в середньому трохи більші за самиць, але цих відмінностей зазвичай, недостатньо для польового орнітологічного розрізнення статей.
Довжина та вага тіла пірникоз, коливається від 24 до 80 сантиметрів і від 130 до 1700 грамів. Існує два основних різновиди: довгошиї пірникози з довгим загостреним дзьобом є переважно рибоїдними, тоді як комахоїдні види мають значно коротшу шию та дзьоби. Особливе становище посідала (вимерла) атитланська пірникоза, її дзьоб був пристосований для споживання ракоподібних.

## Живлення

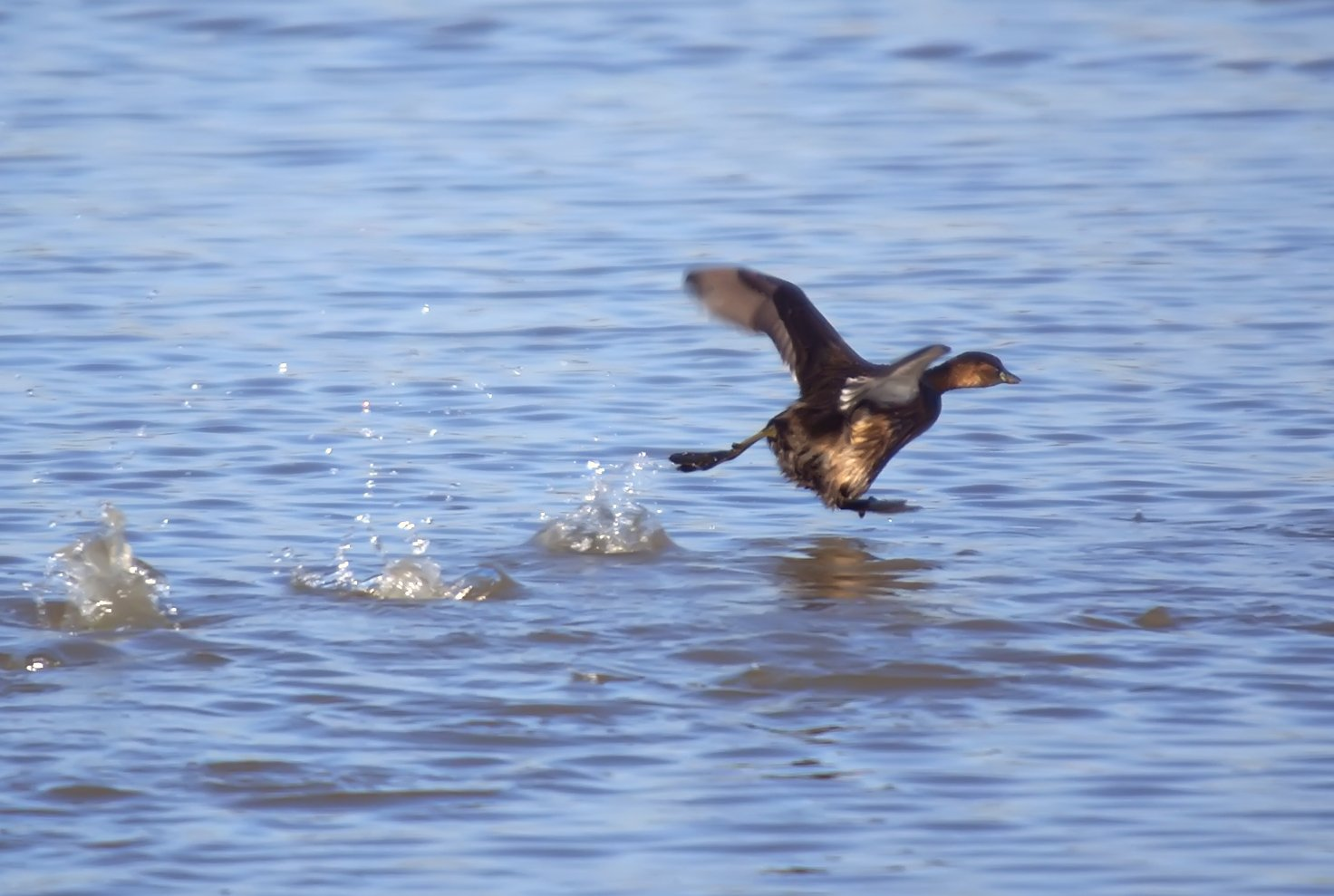
Пірникоза мала (Tachybaptus ruficollis) злітає

Як зазначено вище, існує два основних різновиди пірникоз стосовно уподобань у харчуванні - ті що зосереджені на полюванні на рибу та ті що споживають водних комах відповідно. Перших стосуються великі чубаті пірникози і пірникози західні, а другі — це малі пірникози і пірникози чорношиї. Проте уподобання в харчуванні, означає лише те, що риба чи комахи становлять основну частину поживи відповідного виду. Великі види також їдять комах як прикорм, а пірникози, котрі полюють на комах, інколи ловлять дрібну рибу.
Найбільші види можуть проковтнути рибу довжиною до 20 см і заввишки 7,5 см. Серед водних комах, що поїдаються дрібними пірникозами, личинки бабок, одноденок і веснянок, водяні жуки та плавунці. Перелік видобутку, також охоплює водних равликів, ракоподібних, пуголовків та дорослих жаб.
У шлунках пірникоз часто виявляються сліди водяних рослин; переважно вони їх їдять випадково. Камені малого та середнього розміру також проковтуються як шлункові пристосування для подрібнення їжі. Незвичайним є те, що пірникози також проковтують власне пір'я, точніше дрібні пір'їнки з грудей або живота. У шлунку вони розкладаються до зеленої повстяної маси, яка час від часу відригується птахами у вигляді маленьких грудок разом з неперетравлюваними залишками їжі. Корисність такої своєрідної поведінки, ймовірно, полягає в тому, що пір'яна маса оберігає стінки шлунку від ушкоджень, яких завдають гострі риб'ячі кістки.

## Роди
- Неоарктична пірникоза (Aechmophorus) — два види, поширені в Північній Америці.
- Пірникоза (Podiceps) — 9 видів, з них один вимер; Європа, Азія, Америка.
- Рябодзьоба пірникоза (Podilymbus) — два види; Америка.
- Сивоголова пірникоза (Poliocephalus) — два види; Австралія, Нова Зеландія.
- Короткокрила пірникоза (Rollandia) — два види; Південна Америка.
- Мала пірникоза (Tachybaptus) — 6 видів; на всіх материках.

Викопні роди
- †Miobaptus
- †Miodytes
- †Pliolymbus
- †Thiornis